# 光皮獅子魚
光皮獅子鱼，为輻鰭魚綱鮋形目杜父魚亞目狮子鱼科的其中一種。分布於東太平洋區，包括阿留申群島、加拿大、美國華盛頓州、奧勒岡州及加州中部海域，屬底棲性魚類，棲息在水深225-338公尺的水域，尾鰭圓形，具有在腹部邊緣上的比較長又突出的鰭條較下面的部位，背鰭軟條33-35;臀鰭軟條27 -29枚，體長可達18公分，生活習性不明。